# Маркелов Єгор Вадимович
Єгор Вадимович Маркелов (12 лютого 1988, Дніпро) — український професійний кіберспортсмен у дисципліні CS:GO. Найкращий гравець світу у 2010 році за версією сайту HLTV.org. Учасник перших дванадцяти мейджорів за CS:GO. Чемпіон Європи Wesg 2017 року у складі Team Ukraine. Не брав участь у фахових матчах із 2018 року.

## Кар'єра
У 2005 році Єгор познайомився з Іваном Шевцовим, який, своєю чергою, привів Маркелова до команди DTS.Chatrix. Початком професійної кар'єри був перший виїзний турнір Єгора — КиберМетель 2005, де DTS вийшли в півфінал, але програли команді A-Gaming. Через деякий час із DTS утворилася нова команда — HellRaisers — на той момент слабка команда аматорів. З часом HellRaisers виграв кілька турнірів, але команда розпалася. За рік команда в повному складі повернулася, знову під тегом DTS.Chatrix.
Склад DTS на 2008 рік:
- Іван «Johnta» Шевцов (Дніпро)
- Єгор «markeloff» Маркелов (Дніпро)
- Єгор «pops» Зінов'єв (Дніпро)
- Валентин «Valentinich» Кравченко (Донецьк)
- Кирило «ANGE1» Карасьов (Київ)

У 2009 році пройшов турнір KODE5 Spain, на якому DTS програли в фіналі іспанській команді mTw.
Після розпаду грав у топових українських колективах, включаючи pro100, KerchNET і Arbalet.UA. У 2009 році Єгору запропонували перейти в нову команду NaVi. Саме в цій команді Маркелов домігся найбільших успіхів в період з 2009 по 2012 роки. У складі команди він чотири рази ставав чемпіоном світу. Український проєкт став всесвітньо відомим.
Сума призових у 2010 році — $225 080, що є найвищим досягненням за всю історію професійного Counter-Strike. Попередні рекорди належали шведським командам SK Gaming ($183 000 у 2003 році) і fnatic ($189 000 у 2009 році).
Протягом трьох років колектив вважався найстабільнішим, проте після переходу на нову ігрову дисципліну — Counter-Strike: Global Offensive, команда протягом 2013 року не показала високих результатів. Склад з листопада 2012 — липень 2013 року:
- Данило «Zeus» Тесленко (Харків)
- Сергій «Starix» Іщук (Київ)
- Арсеній «ceh9» Триноженко (Львів)
- Іоанн «Edward» Сухарєв (Харків)
- Єгор «Markeloff» Маркелов (Дніпро)

11 травня 2020 року виступив у старому складі Natus Vincere 2010. Разом з Zeus, Edward, ceh9, starix обіграли склад стримерів з СНД з рахунком 3:1 в BO5 матчі. 2 карти були зіграні в Counter Strike 1.6. Склад був названий «Reversus Vincere», що означало «повернулися перемагати».

#### Статистика
Зведена статистика по турнірах.
| Рік       | Кількість турнірів | місце | місце | місце | Призові  | Призові на людину |
| 2010-2012 | 38                 | 15    | 11    | 8     | $390 110 | $78 022           |
| 2010      | 14                 | 8     | 1     | 3     | $219 950 | $43 990           |
| 2011      | 14                 | 5     | 2     | 5     | $97 150  | $19 430           |
| 2012      | 10                 | 2     | 8     | 0     | $73 010  | $14 602           |
| --------- | ------------------ | ----- | ----- | ----- | -------- | ----------------- |

#### Рекордні призові
Сума призових в 2012 році — $387 320 (за станом на 7 квітня 2012 р.), що є найвищим досягненням за всю історію професійного Counter-Strike. Попередні рекорди належали шведським командам SK Gaming ($183 000 у 2003 році) і fnatic ($189 000 у 2009 році).

#### Рейтинг гравців
За результатами 2010 року популярний сайт HLTV.org [Архівовано 11 квітня 2006 у Wayback Machine.] склав рейтинг 20 кращих гравців в Counter-Strike, перше місце в якому здобув Єгор «markeloff» Маркелов. Сергій «Starix» Іщук зайняв 4-е місце, Іван «Edward» Сухарєв — 5-е, а капітан команди Данило «Zeus» Тесленко, крім 19-го місця, отримав звання «Кращого капітана року»
У 2011 році Єгор зайняв 3-е місце в рейтингу HLTV.org і 15-е місце в 2014-му.

### У складі Astana Dragons і HellRaisers
У липні 2013 року залишив Na'Vi та пішов у Astana Dragons. Причина відходу — висока зарплата в Astana Dragons[джерело?]. Крім Єгора, в команді ще два гравці з України — Іван «Edward» Сухарєв і Кирило «ANGE1» Карасьов, гравець з Росії — Михайло «Dosia» Столяров і гравець з Казахстану — Даурен «AdreN» Кистаубаєв.
Першою перемогою драконів став Techlabs Cup UA 2013. Дракони успішно подолали онлайн кваліфікацію, обігравши всіх своїх суперників. На лан фіналі в Києві, хлопці здолали суперників з команди fnatic з рахунком 2:0 по картах.
Наступним лан турніром став DreamHack в Румунії. AD вийшли з групи з першого місця. У сітці вони обіграли команду n!faculty та вийшли до чвертьфіналу, де поступилися з рахунком 2:1 за картками, майбутнім чемпіонам — NiP. У підсумку команда з Астани розділила 3-4 місце з українською командою Na'Vi.
В жовтні 2013 року «дракони» здобули срібло в сьомому сезоні SLTV StarSeries VII. За підсумками сезону хлопці зайняли четверте місце, а на фінальних іграх обійшли команди Fnatic і NiP, але поступилися французькій організації VeryGames.
На початку листопада 2013 року команда завоювала третє місце на чемпіонаті світу за версією ESWC.

### У складі FlipSid3
У 2015 шведська команда FlipSid3 оголосила про свій відхід в команду Property. У тому ж місяці в офіційній групі ВКонтакті команди dAT Team з'явився запис про те, що незабаром можливий перехід гравців dAT Team в FlipSid3. Незабаром dAT Team підтвердили свій перехід, підписавши Єгора «markeloff» Маркелова замість Єгора «flamie» Васильєва.
У FlipSid3 Єгор грав з 2015 по 2018 рік. Однак після невдачі спочатку на ELEAGUE Major: Boston 2018, а потім на відбіркових до СНД-майнору FACEIT Major: London 2018, команда була розформована. До закінчення контракту Єгор перебував у запасі, а після так і не увійшов до складу якої-небудь команди.